# 萨凡纳河国家实验室
萨凡纳河国家实验室（英語：SRNL, Savannah River National Laboratory）是美国能源部（DOE）下属的國家實驗室，座落於南卡羅萊納州萨凡纳河区（SRS），為应用型研究和发展实验室。实验室建于1951年，最初叫萨凡纳河实验室。2004年5月7日，实验室正式成为了国家实验室。
萨凡纳河国家实验室的研究方向包括环境整治、氢经济技术、危险物质处理和防止核武器扩散的技术。在冷战期间，实验室在支援氚和钚的生产中积累了一系列将核废料玻璃化 (工艺)和氢气储存的特殊经验。
从2008年起，萨凡纳河国家实验室由萨凡纳河核能解决方案有限公司（Savannah River Nuclear Solutions, LLC）运营；此公司与福陆公司，Newport News Nuclear, Inc.（亨廷顿·英格尔斯工业的子公司）以及霍尼韦尔有合作关系。